# Suisse aux Jeux olympiques de la jeunesse d'été de 2018
La participation de la Suisse aux Jeux olympiques de la jeunesse d'été de 2018 a lieu du 6 au 18 octobre 2018, à Buenos Aires, en Argentine. Il s'agit de sa troisième participation aux Jeux olympiques de la jeunesse d'été.

## Médaillés
| Médaille                            | Athlète                          | Sport     | Épreuve                                | Date            |
| ----------------------------------- | -------------------------------- | --------- | -------------------------------------- | --------------- |
| Médaille d'or, Jeux olympiques      | Anja Weber (avec le Team Europe) | Triathlon | Course mixte                           | 11 octobre 2018 |
| Médaille d'argent, Jeux olympiques  | Kevin Schunck Zoé Claessens      | Cyclisme  | Course BMX par équipes mixte           | 7 octobre 2018  |
| Médaille de bronze, Jeux olympiques | Anja Weber                       | Triathlon | Course filles                          | 7 octobre 2018  |
| Médaille de bronze, Jeux olympiques | Jason Solari                     | Tir       | Pistolet à air comprimé, 10 m, garçons | 10 octobre 2018 |